# Meïr Stein
Meïr Stein (12. september 1920 i København – 24. september 1995) var en dansk kunsthistoriker. Stein blev mag.art. 1950 og var ansat ved Københavns Universitet 1954-1990, først som lektor i kunsthistorie fra 1972, siden i teatervidenskab fra 1977.
Stein var en alsidig forsker, underviser og forfatter, og hans brede interessefelt ses af titler såsom Det italienske renæssanceteater og perspektivscenens oprindelse (1969) og Idé og form i fransk kunst. Fra barok til impressionisme (1981).
Han blev i 1950'erne afgørende præget af Erwin Panofskys ikonologiske metode, hvilket fulgte ham livet igennem og bl.a. er udfoldet i Christian den Fjerdes billedverden (1987).
Han er begravet på Mosaisk Vestre Begravelsesplads.